# 三峽福安宮
三峽福安宮，位於臺灣新北市三峽區民權街32號，為一道教廟宇，主祀福德正神。根據桃園廳志記載，廟宇創建於乾隆三十八年(即西元1785年)，迄今已超過200年，與三峽祖師廟、三峽興隆宮，合稱為三峽區的三大古廟，是附近民眾多年以來的宗教信仰中心。前後經歷八次翻修，於1996年四月的第八次重建，由委員會敦請教授李乾朗設計與規劃而成，廟身以抗蟲耐腐的黑檀木結合傳統工藝雕刻而成；屋頂之瓦楞則採陶瓷碗的剪裁拼貼，並黏貼上交趾陶完成。另外，民權街南界與八張交界處亦有一座土地公廟，由於三峽市集發展於這兩座土地公廟間，故有「街頭街尾土地公」之說。

## 修建歷程[5]
| 修建數次 | 時間                       | 內容                                                                                             |
| -------- | -------------------------- | ------------------------------------------------------------------------------------------------ |
| 第一次   | 清乾隆五十年（西元1785年） | 八月重修。                                                                                       |
| 第二次   | 嘉慶二十五年（西元1820年） | 三月重修。                                                                                       |
| 第三次   | 道光十三年（西元1833年）   | 由於北部大地震，故修繕之。                                                                       |
| 第四次   | 光緒十五年（西元1889年）   | 修繕。                                                                                           |
| 第五次   | 光緒二十一年（西元1895年） | 於日軍焚街後重修之。重修後之建物，包含正殿6坪、左、右廂房分別10.5、18.5坪，共35坪，及廟庭170坪。 |
| 第六次   | 日本大正五年（西元1916年） | 為改正三角湧街區，將廟宇前後庭與左廂房切為街路。                                                 |
| 第七次   | 民國六十五年（西元1976年） | 李梅樹重建祖師廟時，為使兩廟和諧，以石堵加設神龕取代原門牆。                                     |
| 第八次   | 民國七十九年（西元1990年） | 因中山路排水系統的施工，拆除廟宇。六年後，由信眾提議原址重建。                                   |